# Певкети
Певкетите (Peucetii; Poedicli, Peuketien; педикли; гръцки: Peuketioi) са населявали Певкетия, територия, която отговаря на днешната провинция Бари (Terra di Bari), регион Апулия в Южна Италия.
Гръцките историци пишат, че те си делят територията Дауния с дауните и месапите.
Тези групи, основани през 700 пр.н.е., са под влияние на различните култури на гръцките колонии.
Най-важен от тях основан център е Sannace, на около 5 км от Gioia del Colle и Rubi (Ruvo di Puglia).
Певкетите са стар италийски народ от групата оски-умбри. Те пристигат вероятно заедно с дауните, япигите и месапите през 11 век пр.н.е. от Илирия през
канала Отрантски проток. След изгонването на авзоните (древното легендарно име за западния италиански бряг e Авзония) се заселват в днешна провинция Бари. От 4 век пр.н.е. те са подчинени на Рим.
Занимават се с животновъдство и занаятчийство, като тъкане на вълна.